# Ovesná Lhota
Ovesná Lhota (en allemand : Hafer Lhota) est une commune du district de Havlíčkův Brod, dans la région de Vysočina, en Tchéquie. Sa population s'élevait à 168 habitants en 2020.

## Géographie
Ovesná Lhota se trouve à 7 km au nord-nord-ouest de Světlá nad Sázavou, à 20 km au nord-ouest de Havlíčkův Brod, à 39 km au nord-nord-ouest de Jihlava et à 79 km au sud-est de Prague.
La commune est limitée par Kynice et Leština u Světlé au nord, par Sázavka à l'est, par Světlá nad Sázavou au sud-est et au sud, et par Vlkanov et Číhošť à l'ouest.

## Histoire
La première mention écrite de la localité date de 1382.